# Håkon VI
Håkon Magnusson (1340-1380) est roi de Norvège de 1343 à 1380 (Håkon VI) et co-roi de Suède de 1362 à 1364 (Håkon II).

## Biographie
Né en 1340, Håkon est le second fils de Magnus Eriksson, roi de Suède et de Norvège, et de son épouse Blanche de Namur. À l'âge de trois ans, il est proclamé roi de Norvège, mais il ne gouverne effectivement le pays qu'à partir de 1355.
En 1359, après la mort de son frère aîné Éric XII, son père l'associe au gouvernement de la Suède. Lorsque Magnus IV est déposé par les grands du royaume en février 1362, Haakon VI persiste à maintenir son père comme corégent. Il refuse Élisabeth de Holstein, la fiancée qui lui est proposée par le Riskrad, l'assemblée des nobles de Suède, pour épouser le 9 avril 1363 Marguerite, la fille du roi de Danemark Valdemar IV.
Il est déposé avec son père en 1364. Son cousin germain, le duc de Mecklembourg Albert, est choisi comme nouveau roi de Suède. L'armée norvégienne est défaite à la bataille d'Enköping et le roi Magnus, fait prisonnier, n'est libéré par son fils qu'en 1371. Håkon continue de régner en Norvège jusqu'à sa mort, survenue en août ou septembre 1380, en conservant toutefois les provinces suédoises de Västergötland, Dalécarlie et Värmland.

## Descendance
Håkon et Marguerite n'ont qu'un fils :
- Olav, né en 1370, qui devient l'héritier des trois royaumes scandinaves et règne sous les noms d'Oluf II de Danemark et d'Olav IV de Norvège.